# Wuppertaler Stadt-Anzeiger
Der Wuppertaler Stadt-Anzeiger (1949–1953 Stadt-Anzeiger für Wuppertal und Umgebung, meist nur Stadt-Anzeiger) war eine lokale Wochenzeitung, die zwischen 1949 und 1973 in Wuppertal-Barmen erschien. In Solingen trug sie den Namen Bergische Wochenpost und enthielt eine Wechselseite mit lokalen Inhalten.
Der Verleger Werner Berg, Inhaber des Verlags Fr. Staats, stellte mit seiner Mitarbeiterin Ada Degenhardt im September 1948 den Antrag, eine Lizenzzeitung im Bergischen Land herauszubringen. Diese wurde ihm im August 1949 gewährt, allerdings konnte der Verlag die erste Ausgabe erst am 1. Oktober 1949 herausbringen.
Die Titel knüpfte an eine ehemalige Tageszeitung an, den Stadtanzeiger für Wuppertal und Umgebung. Der Stadt-Anzeiger war konservativ aufgemacht und berichtete überwiegend über lokale und regionale Themen und Heimatgeschichtliches. Schwerpunkt seines Verbreitungsgebiets war Barmen.
Der Stadt-Anzeiger konnte wohl nie Gewinne erwirtschaften. In den letzten Jahren versuchte man erfolglos, ein jüngeres Publikum zu gewinnen, der letzte Chefredakteur Kurt Schnöring verfolgte einen eher linksliberalen Kurs. Am 27. September 1973 musste der Stadt-Anzeiger sein Erscheinen einstellen.